# Norham Castle

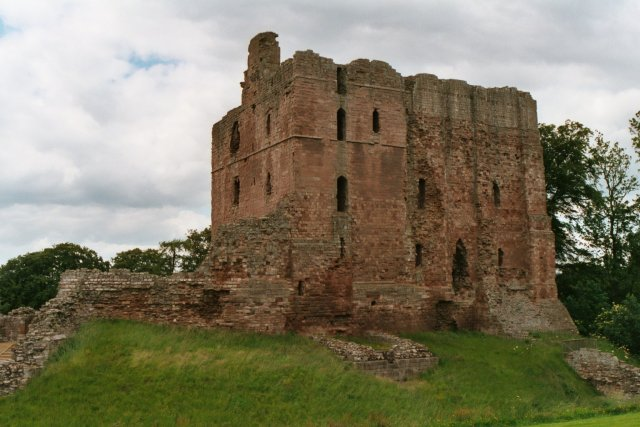
Norham Castle

Norham Castle ist eine Burgruine über dem Tweed in der englischen Grafschaft Northumberland an der Grenze zwischen England und Schottland. English Heritage hat es als historisches Gebäude I. Grades gelistet und es gilt als Scheduled Monument. In der Zeit der Grenzkriege zwischen England und Schottland gab es viele Kämpfe um die Burg.

## Geschichte

### 12. Jahrhundert

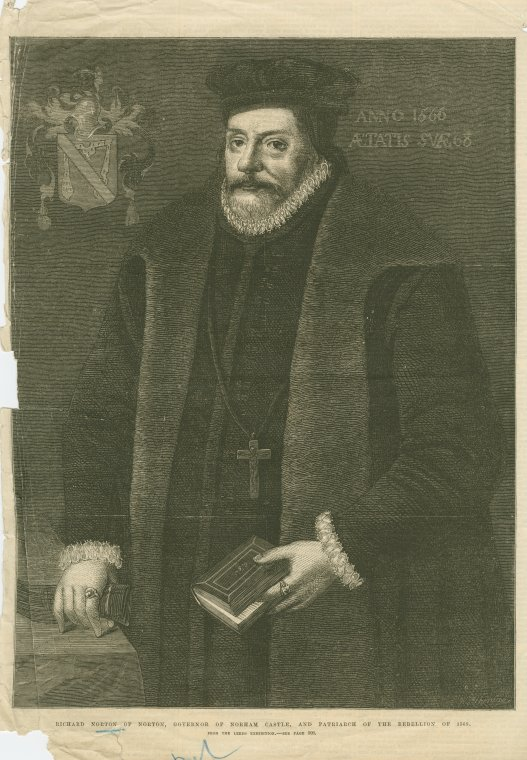

Die Burg wurde ursprünglich für Ranulf Flambard, Bischof von Durham 1099 bis 1128, im Jahre 1121 gebaut, um die Besitzungen des Bistums im nördlichen Northumberland vor Angriffen der Schotten zu schützen.
Im Jahre 1136 fiel König David I. nach Northumberland ein und eroberte die Burg. Bald danach wurde sie an das Bistum zurückgegeben aber 1138 bei einer neuen Invasion erneut eingenommen. Diesmal wurde die Burg stark beschädigt. Sie blieb eine Ruine, bis Hugh de Puiset, Bischof von Durham von 1153 bis 1195, sie wieder aufbauen ließ. Die Arbeiten wurden vermutlich unter Richard of Wolviston, dem Baumeister des Bischofs, durchgeführt.
1174 unterstützte Hugh de Puiset die Rebellen bei einer Revolte gegen den englischen König Heinrich II., während der der schottische König Wilhelm I. in Northumberland einfiel. Die Rebellen wurden zurückgeschlagen und Bischof Hugh wurde gezwungen, die Burg der englischen Krone zu überlassen. Norham Castle wurde von einem Konstabler verwaltet, der von der Krone ernannt wurde, und eine königliche Garnison einquartiert. Dieser Zustand hielt bis 1197, zwei Jahre nach Bischof Hughs Tod, an, dann wurde es an seinen Nachfolger, Philipp von Poitou, zurückgegeben. Letzterer erwies sich als treu gegenüber Heinrichs Nachfolger Johann Ohneland. Als Philipp 1208 starb, fiel die Burg erneut unter königliche Kontrolle.

### 13. Jahrhundert
1209 weilten sowohl Johann Ohneland als auch König Wilhelm I. auf Norham Castle, die dort den Vertrag von Norham schlossen. In den Jahren 1208 bis 1211 ließ Johann Ohneland die Burg weiter befestigen und installierte eine starke Garnison dort. Die starken Befestigungen wurden 1215 gebraucht, als Alexander II., Sohn von Wilhelm I., zu Beginn des Schottisch-Englischen Kriegs die Burg 40 Tage lang erfolglos belagerte. 1217 wurde Norham Castle erneut an das Bistum Durham zurückübertragen.
Eduard I., der als „Hammer der Schotten“ bekannt wurde, besuchte die Burg mehr als einmal, z. B. 1292, als ihm der schottische König John Balliol dort die Ehre erwies. 1296 fiel Eduard I. in Schottland ein. Während des Angriffs weilte seine Gattin, Margarethe von Frankreich, auf Norham Castle.

### 14. Jahrhundert
Anfang des 14. Jahrhunderts fielen die Schotten mehrmals in Northumberland ein, griffen aber nicht immer Norham Castle an. 1313 belagerte Robert the Bruce die Burg fast ein Jahr lang. Der schottischen Armee gelang es, die Vorburg drei Tage lang zu besetzen, sie wurde dann aber hinausgeworfen. Die Belagerung war nicht erfolgreich. 1319 kamen die Schotten zurück und die Burg widerstand erfolgreich einer sieben Monate dauernden Belagerung. 1322 gab es eine weitere, erfolglose, schottische Belagerung. Während all dieser drei Belagerungen stand die Burg unter dem Befehl von Sir Thomas Grey of Heton, einem Ritter, der von den Schotten 1314 in der Schlacht von Bannockburn gefangen genommen worden war. Er war der Vater des Chronisten Sir Thomas Grey.
1327 nahm eine schottische Armee Norham Castle ein, aber die Burg wurde bald an den Bischof von Durham zurückgegeben, als Frieden geschlossen worden war.

### 15. Jahrhundert
Obwohl sich die erste Hälfte des 15. Jahrhunderts als ruhiger als das vorhergehende Jahrhundert erwies, wurden die Befestigungen der Burg in gutem Zustand erhalten. Die nächsten kriegerischen Handlungen um Norham Castle fanden in den Rosenkriegen (1455–1487) statt. 1462 stand die Burg unter dem Einfluss der Yorkisten für Eduard IV. Im Folgejahr belagerten die Lancasterianer die Burg 18 Tage lang, bis sie von yorkistischen Kräften entsetzt wurde. 1464 wechselten die Kräfte, die die Burg besetzt hielten, die Seiten und unterstützten die Lancasterianer, wurden dann aber von yorkistischen Kräften zur Aufgabe gezwungen.
Später in diesem Jahrhundert ließ Richard Fox, Bischof von Durham 1494–1501, die Befestigungen der Burg erneut verstärken. 1497 wurden die Burg zwei Wochen lang von einer Armee unter Führung von Jakob IV. belagert. Während dieser Belagerung wurden auch Kanonen eingesetzt, um die Mauern zu brechen, aber schließlich wurde die Garnison von einer englischen Armee entsetzt. Nach dieser letzten Belagerung wurde Norham Castle erneut repariert. Eine der bei der Belagerungen benutzten Kanonen hatte ein Kaliber von 56 cm und wurde Mons Meg genannt. Sie steht heute auf Edinburgh Castle.

### 16. Jahrhundert
1513 fiel Jakob IV. erneut mit einer starken Armee, die mit Artillerie bewaffnet war, in England ein. Er überschritt die Grenze und begab sich nach Norham Castle. Seine Kanonen beharkten die äußeren Befestigungen einige Tage lang, bis die Vorburg von den Schotten eingenommen wurde. Bald darauf gab die Garnison der Burg auf. Bis dahin wurde der größte Teil der äußeren Mauern zerstört. Wochen später wurde Jakob in der Schlacht von Flodden Field bei Branxton in Northumberland besiegt und erschlagen, und Norham Castle fiel wieder in englische Hand.
Am 29. August 1515 wurde die Burg von Kardinal Wolseys Kaplan William Frankelayn inspiziert. Er fand sie „gut befestigt mit doppelten Mauern und Drehbassenhinterladern“. Die Mauer vom Donjon nach Südwesten in Richtung Küche war 8,4 Meter dick. Damals plante Schottlands Regent Albany, eine Armee gegen die Familie Hume an die schottische Grenze zu bringen.
Bischof Thomas Ruthall von Durham inspizierte die Burg und begann mit den Restaurierungsarbeiten. Diese dauerten bis 1521. William Dacre (ca. 1493–1563) war in den Jahren 1522 und 1523 Captain von Norham Castle. Während einer weiteren Invasionsdrohung von Albany im September 1523 sichteten der Earl of Surrey, Frankelyn und Sir William Bulmer, der High Sheriff of Durham, die Befestigungen. Surrey ordnete den Bau neuer Erdwallbefestigungen für Plattformen und Rampen an sowie die „Reparatur beschädigter Stellen mit Torf und Erde“. Er rechnete mit einer Dauer von sechs Tagen für diese Arbeiten und ordnete ebensolche Arbeiten für das Wark Castle an.
Der Steward des Earls of Northumberland, Roger Lascelles, konferierte mit dem Earl of Angus und William Douglas, dem Abbot of Holyrood, am 5. September 1528 über den Tweed hinweg. Angus wurde von seinem Stiefsohn Jakob V. bedroht und bat Lascelles, Schlafgemächer in der Burg für seine Tochter Margaret Douglas, ihre Gouvernante Isabel Hoppar und den jungen George Gordon bereitzuhalten. Wenn nötig, würde auch Angus selbst sich auf Norham Castle in Sicherheit bringen. Margaret Douglas, die Großmutter Jakobs I., traf im Oktober auf Norham Castle ein.
Das ganze Jahrhundert über wurde die Burg während der Konflikte mit Schottland in gutem Zustand gehalten und mit einer starken Garnison besetzt. Brian Layton, der Captain von Norham Castle, inspizierte die Sicherheit der Burg im Oktober 1542, nachdem er Gerüchte gehört hatte, dass die Burg den Schotten überlassen werden sollte. Layton zog nach Schottland in den Rough-Wooing-Krieg und fiel im Februar 1545 in der Schlacht von Ancrum Moor.
Sir Richard Lee, Sir Thomas Palmer und Robert Bowes inspizierten die Burg 1550, und 1554 ließ Bischof Tunstall Reparaturarbeiten ausführen. Als aber eine längere Friedenszeit zwischen den beiden Ländern herrschte, wurde die Garnison reduziert und die Befestigungen ließ man verfallen. Ende des Jahrhunderts war die Burg bereits verfallen. 1596 ließ Elisabeth I. den damaligen Captain, Sir Robert Carey, in harscher Weise wissen, dass sie nicht gedenke, Geld in Norham Castle zu investieren. Um Norham Castle sollte es keine weiteren Kämpfe geben, aber Burg und Grundherrschaft wurden von Jakob VI. von Schottland George Home, 1. Earl of Dunbar, zu Lehen gegeben, als der schottische König den Thron von England bestieg. Die Burg verfiel in der Folge zu einer Ruine.

### 19. Jahrhundert

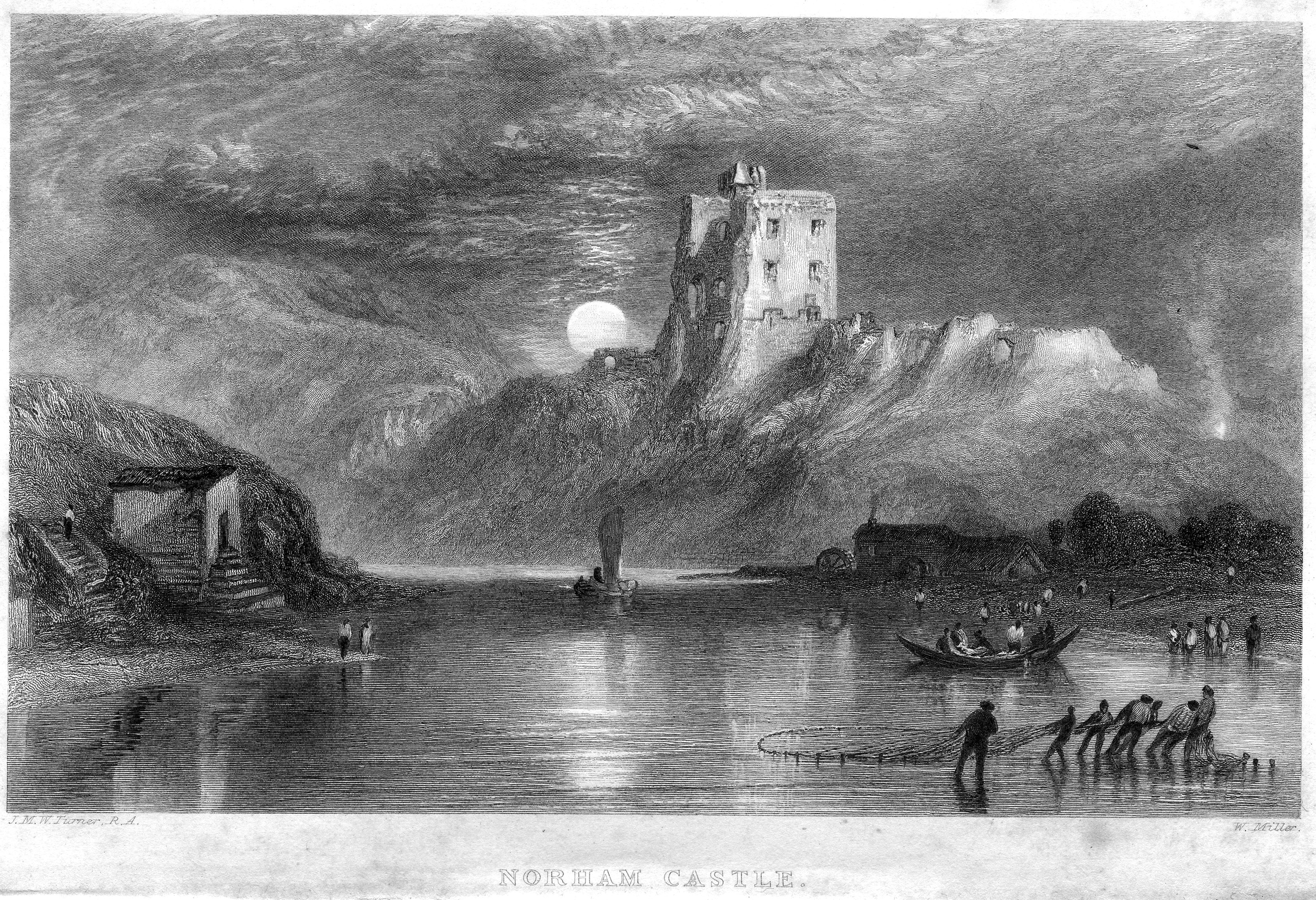
Norham Castle, 1836, Mondaufgangsgravierung von William Miller nach William Turner

Die Umgebung von Norham war bis 1844 eine Exklave des County Palatine von Durham und wurde (zusammen mit Holy Island, den Farnes und Bedlington) “North Durham” genannt.
Im 19. Jahrhundert wurde Norham Castle durch die Gemälde von William Turner bekannt. Er malte die Burg erstmals 1797, kehrte dann aber häufig zu diesem Motiv zurück. Viele seiner Werke kann man in der Tate Gallery in London sehen.

## Beschreibung

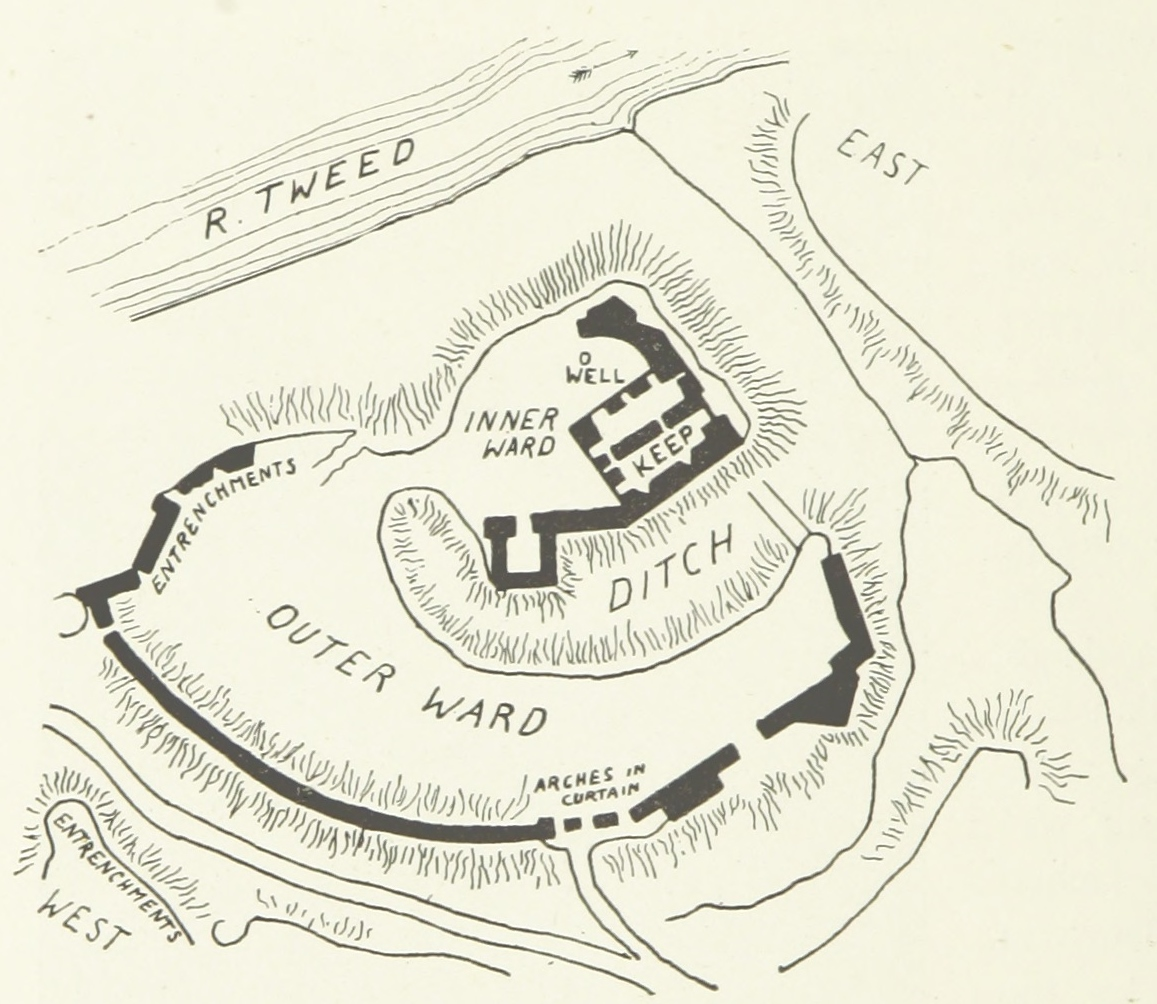
Grundriss der Burg aus J. D. Mackenzies The Castles of England: their story and structure

Die Burg liegt am Südufer des Tweed, hoch über dem Fluss, sodass die Nordseite durch einen steilen Hang geschützt ist. Ein tiefer Tobel schützte die Ostseite und ein künstlicher Burggraben wurde um die Süd- und Westseite der Burg herum angelegt, um den Schutz zu komplettieren. Die Burg bestand aus einer Vorburg und einer Kernburg. Die Kernburg stand auf einem Erdwall und war von der Vorburg durch einen Graben getrennt, den eine Zugbrücke überspannte.
Der Haupteingang zur Burg war durch das Westtor bewacht, das in die Vorburg führte. An der Südseite der Vorburg gab es ein weiteres Tor, das man Sheep Gate (dt.: Schafstor) nannte.
Die Kernburg betrat man über eine Zugbrücke über den Burggraben und durch ein befestigtes Tor an der Westseite. Die Zugbrücke ist heute durch eine feste, hölzerne Brücke ersetzt. An der Nordseite der Kernburg befand sich der Saal des Bischofs, 18,3 m × 9,1 m groß und heute eine Ruine. An der Ostseite der Kernburg steht der Donjon mit einer Grundfläche von 25,6 m × 18,3 m und 26,8 m hoch. Dieser Donjon soll für Hugh de Puiset gebaut worden sein.
Norham Castle wird heute von British Heritage verwaltet und ist öffentlich zugänglich.